# Liste von unbewohnten Inseln und Inselgruppen (Pazifischer Ozean)
In die Liste unbewohnter Inseln und Inselgruppen (Pazifischer Ozean) gehören nur im Pazifischen Ozean (und seiner Nebenmeere) gelegene Inseln, Inselgruppen oder Atolle, die entweder noch nie von Menschen bewohnt waren oder seit längerer Zeit nicht mehr dauerhaft besiedelt sind. Befindet sich auf einer Insel lediglich ein Leuchtturm, eine Forschungsstation oder eine ähnliche Einrichtung, gilt die Insel auch dann als unbewohnt, wenn sich dort ab und zu einige Personen aufhalten.
Einzelne Inseln, die zu einer Inselgruppe oder einem aus mehreren Inseln bestehenden Atoll gehören, bitte unterhalb der Bezeichnung der Inselgruppe einfügen.

## Amerika(Nord-, Mittel- und Südamerika)

### Chile
- Desventuradas-Inseln
  - San Ambrosio
  - San Félix
- Ildefonso-Inseln
- Juan-Fernández-Inseln:
  - Alejandro Selkirk
  - Santa Clara
- Salas y Gómez

### Costa Rica
- Kokos-Insel

### Ecuador
- Galapagosinseln:
  - Isla Darwin
  - Fernandina
  - Genovesa
  - Marchena
  - Pinta
  - Pinzón
  - Plaza Sur
  - Rábida
  - Roca Redonda
  - Santa Fe
  - Seymour Norte
  - Tortuga
  - Wolf

### Kanada
- Gil Island

### Kolumbien
- Malpelo

### Mexiko
- Ángel de la Guarda
- Coronado (Inselgruppe)
- Espíritu Santo
- Marias-Inseln (Inselgruppe)
  - María Cleofas
  - María Magdalena
  - San Juanito
- Revillagigedo-Inseln (Inselgruppe)
  - Clarión
  - Roca Partida
  - San Benedicto
- Rocas Alijos
- Santa Catalina
- Tiburón

### Peru
- Chincha-Inseln
- San Lorenzo

### USA
- Aleuten
  - Andreanof Islands
    - Amlia Island
    - Delarof Islands
    - Great Sitkin Island
    - Kagalaska Island
    - Kanaga Island
    - Seguam Island
    - Tanaga Island

  - Near Islands
    - Agattu Island
    - Cooper Islands
    - Gibson Islands
    - Kennon Island
    - Semichi Islands

  - Rat Islands
    - Amchitka
- Fairway Rock
- Farallon-Inseln
- Kanalinseln (USA):
  - Anacapa Island
  - San Miguel Island
  - Santa Barbara Island
- Kayak Island
- King Island
- Kodiak-Archipel
  - Barren Islands
  - Semidi Islands
  - Trinity Islands
  - Tschirikow-Insel (Chirikof Island)

## Asien

### Japan
- Daitō-Inseln
  - Oki-daitō
- Gunkanjima
- Izu-Inseln
  - Ōnohara-jima
  - Sōfugan
  - Sumisu-jima
  - Torishima
  - Udone-shima
- Mitsukejima
- Nanatsujima
- Ogasawara-Inseln
  - Kazan-rettō (Vulkaninseln)
    - Iwojima
    - Kita-Iwojima
    - Minami-Iwojima

  - Nishinoshima
  - Okinotorishima

### Osttimor
- Jaco
- Fatu Sinai (auch von Indonesien beansprucht)

### Russland
- Kommandeurinseln:
  - Medny
- Kurilen:
  - Anziferow-Insel
  - Atlassow-Insel
  - Broutona
  - Chabomai
  - Charimkotan
  - Ekarma
  - Ketoi
  - Lowuschki-Felsen
  - Makanruschi
  - Matua
  - Onekotan
  - Rasschua
  - Schiaschkotan
  - Schumschu
  - Simuschir
  - Tschirinkotan
  - Urup
  - Uschischir

## Australien und Ozeanien

### Australien
- Korallenmeerinseln
- Lady-Musgrave-Insel
- Lord-Howe-Inselgruppe:
  - Admiralty-Inseln
  - Ball’s Pyramid
  - Blackburn Island
  - Gower Island
  - Mutton Bird Island
- Norfolkinsel (Inselgruppe):
  - Phillip-Insel
  - Nepean-Insel
- Schouten-Insel

### Cookinseln
- Manuae
- Suwarrow
- Takutea

### Fidschi
- Ceva-i-Ra
- Monuriki
- Uea

### Kiribati
- Phoenixinseln:
  - Birnie
  - Enderbury
  - Manra
  - McKean
  - Nikumaroro
  - Orona
  - Rawaki
- Line Islands:
  - Caroline-Atoll
  - Flint
  - Malden
  - Starbuck
  - Vostok

### Marshallinseln
- Ralik-Kette
  - Ailinginae
  - Kwajalein
    - Omelek-Inseln

  - Rongelap
  - Ujelang
- Ratak-Kette
  - Bikar
  - Bokak
  - Erikub
  - Jemo
  - Knox-Atoll
  - Toke

### Neuseeland
- Aiguilles Island
- The Aldermen Islands
- Anchor Island
- Arakaninihi Island
- Codfish Island / Whenua Hou
- Cuvier Island
- Mercury Islands
- Motukawao Group
- Poor Knights Islands
- Quail Island
- Rangitoto Island
- Rangitoto ki te Tonga/D’Urville Island
- Resolution Island
- Ruapuke-Insel
- Secretary Island
- The Brothers
- White Island
- Offshore Islands:
  - Antipodes Islands
    - Antipodes Island
    - Bollons Island

  - Auckland Islands
    - Adams Island
    - Auckland Island
    - Disappointment Island
    - Enderby Island

  - Bounty Islands
  - Campbell Island
  - Dent Island
  - Folly Island
  - Jacquemart Island
  - Chatham Islands
    - Forty-Fours
    - Mangere Island
    - Star Keys
    - The Sisters
    - The Pyramid

  - Kermadec Islands
    - Cheeseman Island
    - Curtis Island
    - L’Esperance Rock
    - Macauley Island
    - Raoul Island

  - Snares Islands
    - Broughton Island
    - North East Island

  - Solander Islands
  - Three Kings Islands

### Palau
- Chelbacheb-Inseln
  - Mecherchar-Inseln
  - Ngemelis-Inseln
  - Ngeroi-Inseln
  - Seventy Islands
  - Ulebsechel-Inseln
  - Ulong-Inseln
  - Urukthapel-Inseln
- Kayangel-Atoll
  - Ngeriungs
  - Ngerebelas
  - Orak
- Südwest-Inseln
  - Fanna
  - Helen-Riff (Helen Island)

### Papua-Neuguinea
- Longuerue-Inseln
- Malum

### Salomonen
- Fatutaka
- Indispensable Reefs (Inselgruppe)
- Kasolo (Kennedy Island)
- New-Georgia-Archipel
  - Mborokua
  - Tetepare
- Olu-Malau-Inseln (Inselgruppe)
- Rob Roy
- Savo Island
- Tinakula

### Tonga
- Ha'apai-Inseln
  - Fonuafoou
  - Tofua

### Vanuatu
- Inyeug

### USA
- Hawaiʻi-Inseln:
  - Kahoʻolawe
  - Kaʻula
  - Lehua
  - Mānana
  - Mokolea
  - Mokoliʻi
  - Mokuʻaeʻae
  - Moku Manu
  - Molokini
  - Nā Mokulua
  - Nordwestliche Hawaiʻi-Inseln:
    - French Frigate Shoals
    - Gardner Pinnacles
    - Kure-Atoll
    - Laysan
    - Lisianski
    - Maro Reef
    - Necker Island
    - Nihoa
    - Pearl-und-Hermes-Atoll

### Sonstige Inseln
- Liancourt-Felsen (umstrittenes Gebiet)
- Matthew- und Hunterinseln (umstrittenes Gebiet)
- Huangyan Dao (umstrittenes Gebiet)

## Abhängige Gebiete (Pazifischer Ozean)

### Frankreich
- Clipperton-Insel
- Neukaledonien
  - Balabio
  - Chesterfieldinseln
  - Récifs d’Entrecasteaux
  - Walpole
- Französisch-Polynesien
  - Austral-Inseln
    - Maria
    - Marotiri

  - Gesellschaftsinseln:
    - Manuae
    - Maupihaa
    - Mehetia
    - Motu One

  - Marquesas-Inseln:
    - Eiao
    - Hatutu
    - Motu Iti
    - Motu Nao
    - Motu One
    - Fatu Huku
    - Molopu

  - Tuamotu-Archipel:
    - Actéon-Inseln
      - Matureivavao
      - Tenararo
      - Tenarunga
      - Vahanga

    - Akiaki
    - Ahunui
    - Îles du Duc de Gloucester
      - Anuanuraro
      - Anuanurunga
      - Nukutepipi

    - Îles du Roi Georges
      - Tikei

    - Fangataufa
    - Haraiki
    - Manuhangi
    - Maria Est
    - Marutea Nord
    - Matureivavao
    - Morane
    - Moruroa
    - Motutunga
    - Paraoa
    - Pinaki
    - Raevski-Inseln
      - Hiti
      - Tepoto Sud
      - Tuanake

    - Ravahere
    - Rekareka
    - Reitoru
    - Tahanea
    - Tauere
    - Temoe
    - Tenararo
    - Tenarunga
    - Tepoto Sud
    - Tuanake
    - Vanavana
- Wallis und Futuna:
  - Alofi

### Großbritannien
- Pitcairninseln:
  - Ducie
  - Henderson
  - Oeno

### USA
- Minor Outlying Islands:
  - Bakerinsel
  - Howlandinsel
  - Jarvisinsel
  - Johnston-Atoll
  - Kingmanriff
  - Midwayinseln
  - Palmyra-Atoll
  - Wake
- Amerikanisch-Samoa:
  - Rose-Atoll
- Nördliche Marianen:
  - Agrigan
  - Aguijan
  - Anatahan
  - Asuncion
  - Farallon de Medinilla
  - Farallon de Pajaros
  - Guguan
  - Maug Islands
  - Pagan
  - Sarigan